# مارلون سييرا
مارلون سييرا (بالإسبانية: Marlon Ricardo Sierra)‏ هو لاعب كرة قدم كولومبي في مركز الوسط، ولد في 21 سبتمبر 1994 في إدارة ميتا في كولومبيا. لعب مع Llaneros F.C. ‏.